# Liste der Kulturgüter im Kanton Genf
Die Liste der Kulturgüter im Kanton Genf bietet eine Übersicht zu Verzeichnissen von Objekten unter Kulturgüterschutz in den 45 Gemeinden des Kantons Genf (Genève). Die Verzeichnisse enthalten Kulturgüter von nationaler, regionaler und lokaler Bedeutung.

## Kulturgüterlisten der Gemeinden
- Aire-la-Ville *
- Anières *
- Avully
- Avusy
- Bardonnex
- Bellevue
- Bernex
- Carouge
- Cartigny
- Céligny
- Chancy
- Chêne-Bougeries
- Chêne-Bourg *
- Choulex
- Collex-Bossy
- Collonge-Bellerive
- Cologny
- Confignon
- Corsier
- Dardagny
- Genf/Genève
- Genthod
- Gy
- Hermance
- Jussy
- Laconnex
- Lancy
- Le Grand-Saconnex
- Meinier
- Meyrin
- Onex
- Perly-Certoux *
- Plan-les-Ouates
- Pregny-Chambésy
- Presinge
- Puplinge *
- Russin
- Satigny
- Soral
- Thônex
- Troinex
- Vandœuvres
- Vernier
- Versoix
- Veyrier

* Diese Gemeinde besitzt keine Objekte der Kategorien A oder B, kann aber (zzt. nicht dokumentierte) C-Objekte besitzen.